# Poręba I
Poręba I – dawna gromada, czyli najmniejsza jednostka podziału terytorialnego Polskiej Rzeczypospolitej Ludowej w latach 1954–1972.
Gromady, z gromadzkimi radami narodowymi (GRN) jako organami władzy najniższego stopnia na wsi, funkcjonowały od reformy reorganizującej administrację wiejską przeprowadzonej jesienią 1954 do momentu ich zniesienia z dniem 1 stycznia 1973, tym samym wypierając organizację gminną w latach 1954–1972.
Gromadę Poręba I z siedzibą GRN w Porębie I (obecnie część miasta Poręby) utworzono – jako jedną z 8759 gromad na obszarze Polski – w powiecie zawierciańskim w woj. stalinogrodzkim, na mocy uchwały nr 24/54 WRN w Stalinogrodzie z dnia 5 października 1954. W skład jednostki weszły obszary dotychczasowych gromad Dziechciarze, Krzemienda, Krawce i Poręba I ze zniesionej gminy Poręba w tymże powiecie; a także oddziały leśne nr nr 35–50 i 69–71 z Nadleśnictwa Łysa Góra. Dla gromady ustalono 27 członków gromadzkiej rady narodowej.
20 grudnia 1956 województwo stalinogrodzkie przemianowano (z powrotem) na katowickie.
1 stycznia 1957 gromadę Poręba I zniesiono w związku z nadaniem jej statusu osiedla, któremu rok później (1 stycznia 1958) – po przyłączeniu do niego obszaru zniesionej gromady Poręba II – zmieniono nazwę na Poręba.
1 stycznia 1959 do osiedla Poręba włączono enklawy miasta Zawiercia (miasto na prawach powiatu w tymże województwie), położone w granicach osiedla Poręba o powierzchni 10,6937 ha i 1,1831 ha.
1 stycznia 1973 Poręba otrzymała status miasta a 27 maja 1975 stała się częścią Zawiercia. 1 października 1982 odzyskała samodzielność.